# Modèle de surface continentale
Un modèle de surface continentale est un modèle numérique décrivant les échanges d'eau et d'énergie entre la surface continentale et l'atmosphère. Ils sont généralement conçus pour être utilisés au sein des  modèles climatiques globaux afin de prendre en compte les rétroactions de la surface sur le climat. Ils peuvent également représenter les cycles du carbone, de l'azote ou du soufre. Une description fine de ces cycles a fait l'objet d'une attention particulière dans les récents développements des modèles de surface du fait de leur contribution à l'effet de serre.
Les zones continentales sont marquées par de fortes variabilités de l'occupation des sols (forêts, neige, villes). Selon l'occupation des sols, les quantités d'énergies renvoyées dans l'atmosphère seront plus ou moins importantes, elles dépendent de ce que l'on appelle les caractéristiques de surface telles que l'albédo, la hauteur de végétation, l'indice foliaire, l'humidité du sol, etc. Ces caractéristiques de surface influencent également la répartition des composantes du cycle de l'eau. Par exemple, le ruissellement est prédominant dans les zones où l'imperméabilisation des sols est forte, notamment dans les zones urbaines, alors qu'une zone de forêt produit plus d'évapotranspiration.

## Équations de base
Les principes fondamentaux d'un modèle de surface reposent sur les principes de conservation de masse et d'énergie. Les termes du bilan d'énergie sont le rayonnement net (Rnet) (la somme algébrique des rayonnements reçus ou perdus par la surface du sol en comptant comme positifs ceux qui sont reçus), le flux de chaleur sensible (H),  latente (λE) et le flux de chaleur dans le sol (G).
Rnet = H + λE +G
Les termes du bilan d'eau (massique) sont les précipitations (P), le ruissellement (R), les variations de stock d'eau dans le sol (ΔW/Δt) et l'évapotranspiration (E)
ΔW/Δt = P -R - E 
Les deux bilans sont couplés via le terme d'évapotranspiration. Ainsi, si le bilan d'énergie est modifié, cela perturbera le bilan d'eau et réciproquement.

## Évolution des modèles
Les modèles de surface ont considérablement évolué depuis le premier modèle de Manabe  en 1969 connu sous le nom de "bucket model". Ce modèle avait pour but de donner les conditions aux limites des modèles de climat. La description des surfaces continentales était alors très sommaire (propriétés des sols fixes, non représentation de la végétation...). Depuis, les modèles de surfaces sont devenus des modèles à part entière capables de fonctionner "off-line" (sans couplage avec le modèle de climat), intégrant de nombreux processus physiques, biologiques ou chimiques afin de mieux décrire les écosystèmes continentaux. Cette complexification a eu lieu grâce au développement d'outils numériques performants et à la mise à disposition de données satellites décrivant notamment la topographie ou l'occupation du sol.

## Utilisation
L'utilisation "off-line" des modèles de surface continentale, c'est-à-dire en imposant les conditions atmosphériques, est de plus en plus courante notamment dans le cadre d'études d'impacts du changement climatique sur les ressources en eau en tant que modèles hydrologiques classiques.

## Modèles existant
Les principaux modèles français utilisés en couple avec des modèles de climat sont ISBA , et ORCHIDEE . Ci-dessous d'autres modèles développés ailleurs dans le monde.
- CLASS (en)
- ISBA (en)
- JULES (en)

## Sources